# I promessi sposi
|  | Per a altres significats, vegeu «I promessi sposi (desambiguació)». |

I promessi sposi (literalment en català: "Els promesos") és una novel·la històrica d'Alessandro Manzoni, considerada la primera novel·la i més important de la literatura italiana, i l'obra literària més representativa del Risorgimento italià. Va ser publicada per primera volta, en una primera versió el 1827 i de seguida revisada, sobretot el llenguatge, pel mateix autor i publicada en la versió definitiva entre el 1840 i 1841.
N'existeix una traducció al català de Maria Antònia Salvà, revisada per Francesc Vallverdú: Els promesos, a la col·lecció Les Millors Obres de la Literatura Universal, 1981.

## Trama
Ambientada del 1628 al 1630, transcorre a Llombardia. Conta la història dels promesos Renzo i Lucia, els quals es veuen separats per maquinacions criminals i que després de diverses aventures tornen a reunir-se al final.
El rerefons és la Llombardia del segle xvii, sota la dominació castellana, que és en realitat una velada crítica a Àustria, que controlava la regió en el moment d'escriure's la novel·la. S'hi descriu fidelment la pesta milanesa de 1630.